# Benjamin Källman
Benjamin Källman né le 17 juin 1998 à Ekenäs en Finlande, est un footballeur international finlandais. Il joue au poste d'avant-centre avec le club d'Hanovre 96.

## Biographie

### Débuts en Finlande
Natif d'Ekenäs en Finlande, Benjamin Källman est formé par le club de sa ville natale, l'Ekenäs IF, avec qui il débute en 2015 en professionnel. En 2016, il rejoint un autre club finlandais, l'Inter Turku.

### Prêts successifs
Le 17 août 2018, Benjamin Källman est prêté au Dundee FC, en Écosse, pour la saison 2018-2019. Il joue son premier match le 25 août suivant, face au St Johnstone FC en championnat, où son équipe perd la partie (1-0). Il inscrit son premier but lors sa deuxième apparition, lors de la journée suivante, le 1er septembre, face au Motherwell FC, mais son équipe s'incline à nouveau (1-3). Il s'agit de sa seule réalisation avec Dundee, en 19 matchs.
Le 30 janvier 2019, il est prêté jusqu'à la fin de la saison au Vendsyssel FF, soit jusqu'en juin 2019. En tout, il joue 11 matchs, et inscrit deux buts avec ce club.
Le 1er août 2019, il est cette fois prêté au club norvégien du Viking Stavanger. Il joue son premier match le 11 août de la même année, lors d'une défaite de son équipe face au FK Bodø/Glimt (2-1).

### KS Cracovie
Le 2 juillet 2022, Benjamin Källman rejoint la Pologne afin de s'engager en faveur du KS Cracovie. Il signe un contrat courant jusqu'en juin 2025.
Il marque son premier but pour le KS Cracovie le 29 juillet 2022, lors d'une rencontre de championnat face au Legia Varsovie. Entré en jeu à la place de Michał Rakoczy, il participe à la victoire de son équipe par trois buts à zéro.
Le 22 avril 2023, Källman se fait remarquer en réalisant son premier doublé pour le KS Cracovie, à l'occasion d'une rencontre de championnat face au Lechia Gdańsk. Titularisé, il permet à son équipe de s'imposer avec ses deux buts (1-2 score final),.

### Hanovre 96
Lors de l'été 2025, Benjamin Källman rejoint l'Allemagne en signant en faveur du Hanovre 96. Le transfert est officialisé dès le 20 mai 2025, le joueur arrivant libre à expiration de son contrat avec le KS Cracovie. Il signe un contrat de trois ans avec Hanovre, soit jusqu'en juin 2028,.
Källman se montre décisif dès son deuxième match pour Hanovre en marquant son premier but pour le club, le 9 août 2025 contre le Fortuna Düsseldorf, en championnat. Entré en jeu à la place de Benedikt Pichler, il contribue à la victoire de son équipe par deux buts à zéro,.

### En équipe nationale
Avec les moins de 16 ans, il est l'auteur d'un doublé en avril 2014, lors d'une rencontre amicale face à l'Estonie. Par la suite, avec les moins de 17 ans, il inscrit un nouveau but en août 2014, lors d'un match amical face aux États-Unis.
Avec les moins de 18 ans, il inscrit trois buts en 2016, contre l'Estonie, la Russie et la Lituanie.
Il reçoit sa première sélection avec les espoirs le 6 juin 2017, lors d'un match amical contre la Slovénie. Il inscrit son premier but avec les espoirs à cette occasion. Il inscrit par la suite trois doublés, un contre l'Autriche en amical, puis deux contre la Géorgie et les îles Féroé, lors des éliminatoires de l'Euro espoirs 2019.
Le 22 mars 2019, avec l'équipe de Finlande espoirs, il réalise un triplé lors d'une rencontre amicale face à la Norvège. Ce jour-là, les Finlandais s'imposent au terme d'un match riche en buts (8-3).
Benjamin Källman honore sa première sélection avec l'équipe de Finlande le 11 janvier 2018, en match amical face à la Jordanie. Ce jour-là, il entre en jeu en cours de partie et son équipe s'impose par deux buts à un. Il faut attendre le 11 juin 2019 pour voir Källman obtenir sa deuxième sélection, lors d'un match de qualification pour l'Euro 2020 face au Liechtenstein. Ce jour-là, il inscrit également son premier but pour son pays, et son équipe remporte la partie (0-2 score final).